# Maiya Doroshko
Maiya Doroshko (en ruso: Майя Дорошко; 23 de abril de 1999) es una deportista rusa que compite en natación sincronizada. Ganó cuatro medallas en el Campeonato Mundial de Natación, en los años 2019 y 2025.

## Palmarés internacional
| Campeonato Mundial | Campeonato Mundial      | Campeonato Mundial | Campeonato Mundial |
| Año                | Lugar                   | Medalla            | Prueba             |
| ------------------ | ----------------------- | ------------------ | ------------------ |
| 2019               | Gwangju (Corea del Sur) | Medalla de oro     | Equipo técnico     |
| 2019               | Gwangju (Corea del Sur) | Medalla de oro     | Combinación libre  |
| 2025               | Singapur (Singapur)     | Medalla de bronce  | Dúo técnico        |
| 2025               | Singapur (Singapur)     | Medalla de bronce  | Dúo libre          |